# Nhà dài Ê Đê

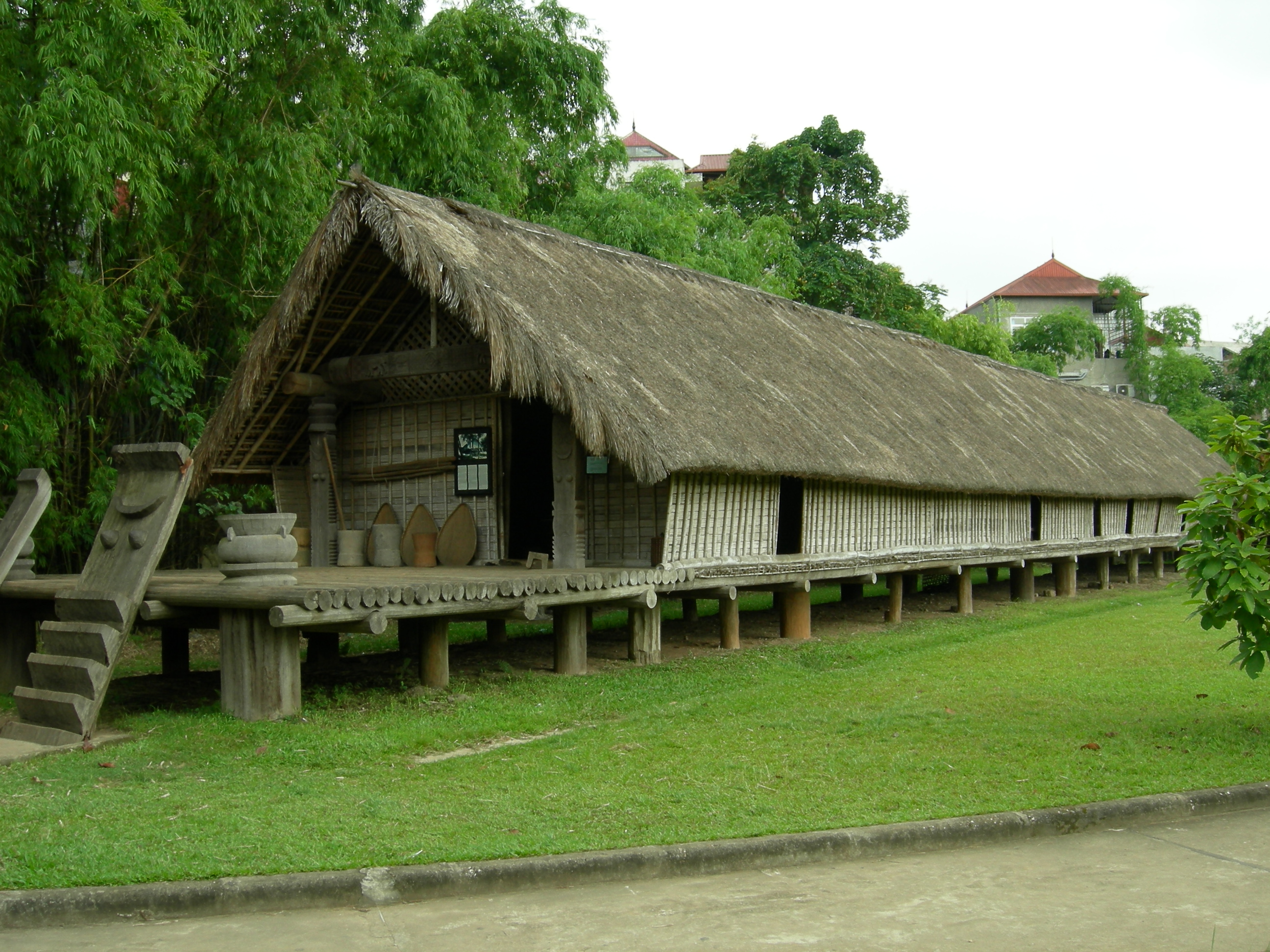
Nhà dài phục dựng trong Bảo tàng Dân tộc học Việt Nam

Nhà dài của người Ê Đê có kết cấu kiểu nhà sàn thấp, dài thường từ 15m đến hơn 100m tùy mỗi gia đình mỗi dân tộc khác. Ở Tây nguyên, ngôi nhà chung của buôn cũng là một ngôi nhà dài truyền thống nhưng to đẹp và hoành tráng hơn.

## Đặc điểm

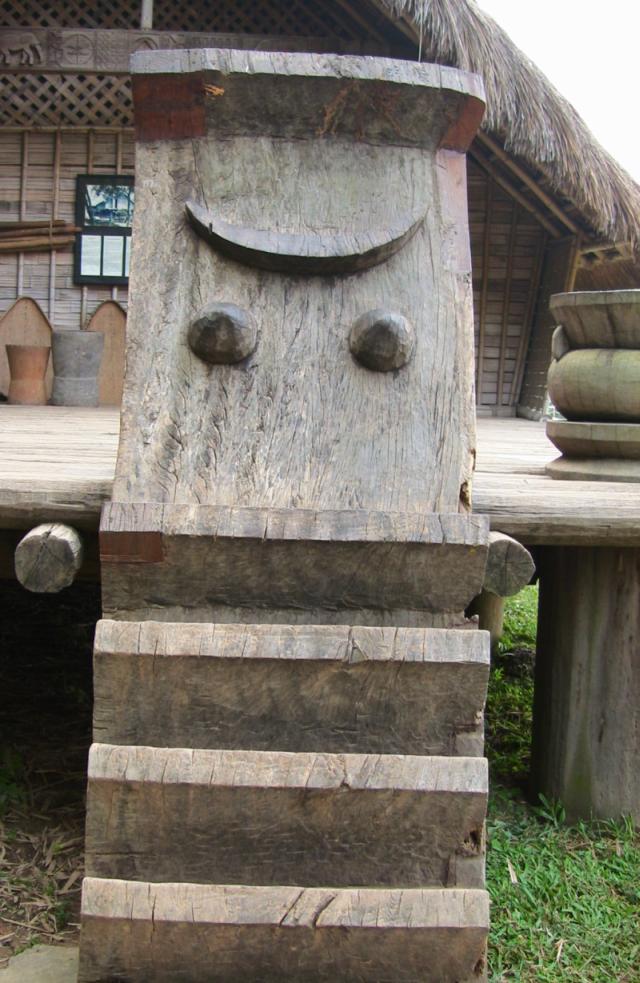
Cầu thang trang trí hình nhũ hoa và Mặt Trăng lưỡi liềm.

Đặc điểm chính của nhà dài Ê Đê là thường rất dài vì là nơi ở chung có khi của cả một dòng họ. Mỗi ô cửa sổ sẽ tượng trưng cho mỗi thành viên trong gia đình và thường xuyên được nối dài thêm mỗi khi một thành viên nữ trong gia đình xây dựng gia thất. Vì vậy có những huyền thoại nhà dài như tiếng chiêng ngân  bởi vì đứng ở đầu nhà đánh chiêng thì cuối nhà chỉ còn nghe rất nhỏ, ra khỏi là mất luôn, không còn nghe thấy gì nữa.
Nhà dài truyền thống thường được xây dựng bằng vật liệu gỗ, tre, nứa lợp mái tranh. Nhà có kết cấu cột kèo bằng gỗ tốt có sức chịu đựng dãi dầu cùng năm tháng. Các đà ngang, đòn dông luôn luôn bám nguyên tắc được đẽo hoàn toàn bằng tay, từ những cây gỗ nguyên vẹn dài có thể tới trên chục mét; chúng ta đếm có thể biết nhà đã có thêm bao nhiêu lần được nối dài. Những lần nối dài thường là khi trong nhà có một thành viên nữ xây dựng gia thất vì người Ê Đê theo chế độ mẫu hệ, người con trai khi lấy vợ sẽ đến ở nhà vợ và không có quyền hành gì.
Nhà được thưng vách và lót sàn bằng các phên nứa đập nát; mái lợp cỏ tranh đánh rất dày, trên 20 cm, thường chỉ làm một lần và sử dụng vĩnh viễn không phải lợp lại. Đỉnh mái cách sàn nhà chừng 4–5 m. Gầm sàn cao khoảng hơn 1m trước đây luôn được dùng làm nơi nuôi nhốt trâu, bò, lợn, gà nên rất mất vệ sinh, sau này đã bỏ dần tuy nhiên có một số nơi vẫn theo phong tục cũ này. Khi làm nhà mới, người Ê Đê rất kiêng không bao giờ dùng lại gỗ nhà cũ mà thường đốt bỏ, tuy nhiên ngày nay phong tục này chỉ còn tồn tại ở các vùng sâu gần rừng nơi còn dễ kiếm gỗ làm nhà.
Những đặc trưng của nhà Ê Đê là: hình thức của thang, cột sàn và cách bố trí trên mặt bằng sinh hoạt. Đặc biệt là ở hai phần. Nửa đằng cửa chính gọi là Gah là nơi tiếp khách, sinh hoạt chung của cả nhà dài là nơi chứa các vật dụng như bếp chủ, ghế khách, ghế chủ, ghế dài (Kpan) có thể dài tới 20m được đẽo từ những thân cây rừng nguyên vẹn kể cả chân, trên vách có treo cồng chiêng... nửa còn lại gọi là Ôk là bếp đặt chỗ nấu ăn chung và là chỗ ở của các đôi vợ chồng, chia đôi theo chiều dọc, phần về bên trái được coi là "trên" chia thành nhiều gian nhỏ. Phần về bên phải là hàng lang để đi lại, về phía cuối là nơi đặt bếp lửa... Nguyên bản trước đây bếp lửa của người Ê Đê thường được đặt trực tiếp trên sàn, họ đóng một khung vuông bằng gỗ cao khoảng 10 cm, đổ đất nện, sau đó đốt lửa trên đó cả ngày với mục đích giữ lửa và để chống muỗi và các loại côn trùng khác.

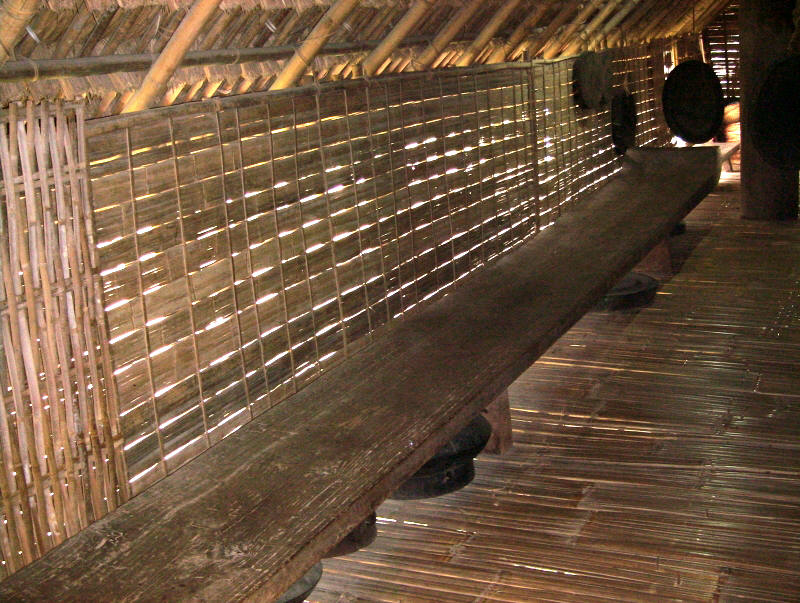
Mái nhà bằng cỏ tranh, vách bằng tre nứa, và Kpan

Người Ê Đê có tập quán là khi đi ngủ thì đầu quay về hướng Đông và chân quay về hướng Tây. Do đó nhà dài theo hướng Bắc Nam. Chỗ ngủ được ngăn đơn giản bằng những thành tre làm nhiều ngăn. Ngăn đầu tiên là ngăn của vợ chồng chủ nhà, tiếp theo là ngăn người con gái chưa lấy chồng, sau đó đến các ngăn của vợ chống những người con gái đã lấy chồng, cuối cùng là ngăn dành cho khách.
Mỗi đầu nhà có một sân sàn. Sân sàn ở phía cửa chính được gọi là sân khách. Muốn vào nhà phải qua sân sàn. Nhà càng khá giả thì sân khách càng rộng, khang trang.
Cầu thang nhà của người Ê Đê luôn được đẽo bằng tay và thường được trang trí bằng hình hai nhũ hoa (trông thể hiện tín ngưỡng phồn thực rõ rệt của người Ê Đê) và hình trăng khuyết.
Các cột, kèo thường đẽo gọt, trang trí bằng hình ảnh các con vật như voi, ba ba, kì đà... Cũng như cầu thang, các vật trang trí này luôn được đẽo bằng tay với cây rìu truyền thống.

## Tình trạng hiện tại
Hiện tại, cuộc sống hiện đại phần nào đã ảnh hưởng đến phong tục, tập quán, bản sắc của người dân tộc thiểu số vả lại nguyên liệu gỗ cũng không còn dễ kiếm như trước nữa nên tuy các ngôi nhà dài vẫn còn chiếm số lượng lớn trong các buôn làng nhưng những ngôi nhà thực sự dài (30m trở lên) ngày càng thêm vắng bóng.

## Tiềm năng du lịch
Nhà dài, với các bếp lửa trên sàn; các bộ bàn, ghế được đẽo từ những cây cổ thụ nguyên vẹn, những giá trị truyền thống đầy bản sắc được gìn giữ nâng niu trong nó vẫn là một sản phẩm du lịch rất ăn khách của Du lịch Đắk Lắk.
Ở Khu Du lịch thác Bảy nhánh ở Bản Đôn Đắk lắk còn có một ngôi nhà dài trên 100m được phục dựng rất quy mô và tôn trọng các nét truyền thống, đang được xem là nhà dài nhất Đắk Lắk và cả nước hiện nay.